# 기성 광상
기성광상은 페그마타이트기를 지난 마그마가 더 냉각되면 유동성이 있는 것은 수증기와 휘발성분이며 이들이 차지할 공간은 대단히 좁아지므로 주위의 암석을 뚫고 활발하게 침입, 그곳의 암석과 반응하여 암석의 일부를 녹여버리고 그곳에 화합물을 침전하여 생성된 광상이다. 약 374~500℃에서 형성하며, 주석, 몰리브데넘, 텅스텐, 플루오린, 석석, 휘수연석, 철망간중석, 회중석, 형석 이 주로 산출된다.